# 6109 Balseiro
A 6109 Balseiro (ideiglenes jelöléssel 1975 QC) a Naprendszer kisbolygóövében található aszteroida. Felix Aguilar Observatory fedezte fel 1975. augusztus 29-én.